# Hexadactilia borneoensis
Hexadactilia borneoensis là một loài bướm đêm thuộc họ Pterophoridae. Nó được tìm thấy ở Borneo.